# Lê Đình Lượng
Lê Đình Lượng (sinh ngày 10 tháng 12 năm 1965) là một nhà hoạt động xã hội tại Việt Nam. Ông được biết đến qua các hoạt động cộng đồng và môi trường. Ngày 16 tháng 8 năm 2018, Tòa án nhân dân tỉnh Nghệ An tuyên phạt ông 20 năm tù và 5 năm quản chế về tội “Hoạt động nhằm lật đổ chính quyền nhân dân”; mức án được giữ nguyên tại phiên phúc thẩm tháng 10 năm 2018.

## Hoạt động
Một số tổ chức quốc tế và truyền thông ghi nhận ông tham gia các hoạt động xã hội, môi trường và hỗ trợ một số gia đình nhà hoạt động bị bắt giữ.

## Bắt giữ và xét xử
Ngày 24 tháng 7 năm 2017, ông bị bắt giữ tại Nghệ An. Ngày 16 tháng 8 năm 2018, Tòa án nhân dân tỉnh Nghệ An xét xử sơ thẩm và tuyên phạt 20 năm tù, 5 năm quản chế theo Điều 79 Bộ luật Hình sự 1999. Ngày 18 tháng 10 năm 2018, tòa phúc thẩm giữ nguyên bản án sơ thẩm.

## Phản ứng
Bản án đã nhận được quan ngại và chỉ trích từ một số tổ chức và cơ quan quốc tế. Bộ Ngoại giao Hoa Kỳ bày tỏ “quan ngại sâu sắc” về việc kết án 20 năm tù và 5 năm quản chế đối với ông. Liên minh châu Âu cũng ra tuyên bố địa phương liên quan vụ việc và sau đó Nghị viện châu Âu có nghị quyết nêu trường hợp của ông. Human Rights Watch nhiều lần kêu gọi hủy bỏ hoặc giảm án đối với ông và nêu quan ngại về tình trạng giam giữ.